# Telekommunikationsdienstunternehmen-Datenschutzverordnung
Die Telekommunikationsdienstunternehmen-Datenschutzverordnung war eine Verordnung der deutschen Bundesregierung, in der der Schutz personenbezogener Daten durch Telekommunikationsanbieter geregelt war. Sie war im Jahr 1996 auf Grundlage des Gesetzes über die Regulierung der Telekommunikation und des Postwesen (PTRegG) vom 14. September 1994 (BGBl. I S. 2325, 2371) erlassen worden. Sie löste die TELEKOM-Datenschutzverordnung vom 24. Juni 1991 (BGBl. I S. 1390) sowie die Teledienstunternehmen-Datenschutzverordnung vom 18. Dezember 1991 (BGBl. I S. 2337) ab. Sie trat zum 21. Dezember 2000 außer Kraft und wurde durch die Telekommunikations-Datenschutzverordnung ersetzt.

## Regelungsbereich
Festgelegt wurde, welche Verbindungsdaten von Diensteanbietern – also der Deutschen Telekom und ihren Wettbewerbern – gespeichert werden durften und wann sie wieder zu löschen waren. Es fanden sich auch Regelungen zum Einzelverbindungsnachweis, zur Rufnummernübermittlung sowie zu Telefonbucheinträgen und der Telefonauskunft.

## Neuerungen
Im Gegensatz zu den Vorgängerverordnungen ermöglichte es die TDSV dem Kunden nun, eine Eintragung seiner Rufnummer in elektronische Kundenverzeichnissen wie CD-ROMs oder dem Internet zu verhindern, jedoch weiterhin im gedruckten Telefonbuch zu erscheinen (§ 10 Abs. 3). Ebenso durfte im Falle eines Nichteintrags die Nummer über die Telefonauskunft weitergegeben werden, sofern der Kunde dies wünschte. Die Inverssuche wurde der Auskunft ausdrücklich verboten (§ 11 Abs. 5).
Außerdem wurde festgelegt, dass die Telekommunikationsunternehmen ihren Kunden kostenlos die Unterdrückung der Rufnummernübermittlung ermöglichen mussten (§ 9 Abs. 1).

## Kritik
Grundsätzliche Kritik an der TDSV kam von Datenschützern. Diese bemängelten, dass der Datenschutz im Telekommunikationsbereich nur durch eine ministerielle Verordnung geregelt werde. Stattdessen sei ein parlamentarisches Gesetz angebracht. Erst durch das Telekommunikationsgesetz von 2004 wurde dieser Forderung Rechnung getragen.
Darüber hinaus ist die Ermächtigungsgrundlage der TDSV (BGBl. 1994 I S. 2373) bereits 1997 außer Kraft gesetzt worden. Dadurch hätten sich Widersprüche zwischen der fortgeltenden TDSV und dem Telekommunikationsgesetz von 1996 aufgetan.